# Hideyoshi Obata
Hideyoshi Obata (小畑 英良) (1890 - 11 d'agost del 1944) fou un general japonès durant la Segona Guerra Mundial, comandant del 31è Exèrcit.
Graduat a l'Acadèmia de Guerra de l'Exèrcit el 1919, després d'haver-se graduat el 1911 a la Cavalleria. Va estudiar a Gran Bretanya a la dècada de 1920 i va tenir diversos nomenaments d'estat major, com a instructor i com a comandant de cavalleria. El 1935 va ser destinat a l'aviació, on comandà diverses unitats aèries.
El seu 5è Grup Aeri atacà les Filipines el 9 de desembre de 1941, i aviat estava lluitant a Birmània. Posteriorment comandà el 3r Exèrcit de l'Aire i va ser destinat a l'Estat Major General de l'Exèrcit.
Va prendre el comandament del 31è Exèrcit al març de 1944, amb la responsabilitat de la defensa de les illes Marianes, Marshall, Carolines, Palau, Bonin i Volcano. La intenció era que la major part de la defensa fos conduïda per les seves unitats aèries. Va aconseguir establir un esborrany d'estat major de Guam a Paulus.
Després del desembarcament americà a Guam i la mort del comandant de la 29a Divisió el 28 de juliol, Obata prengué personalment el comandament de les forces a Guam.
Es va suïcidar l'11 d'agost de 1944 mentre que les tropes americanes arribaven al seu lloc de comandament a la Muntanya Mataguac a Guam.
Pòstumament va ser nomenat General (Tai-Sho).